# The Best of '94 - '99
The Best of '94 – '99 è la terza compilation della band Grunge britannica Bush, pubblicata il 14 giugno del 2005. L'album è "doppio" (contiene sia dischi di vinile che compact disc);
nel primo disco sono contenuti i più grandi successi del gruppo, nel secondo invece sono contenuti i brani composti durante il loro live a Woodstock. La collezione esclude i loro due ultimi singoli "The People That We Love" e "Inflatable", a causa di una mancanza di autorizzazioni.

## Disco 1
1. Everything Zen
2. Little Things
3. Comedown
4. Glycerine
5. Machinehead
6. Swallowed
7. Greedy Fly
8. Warm Machine
9. The Chemicals Between Us
10. Letting the Cables Sleep
11. Everything Zen (The Lhasa Fever Mix

## Disco 2
1. "Machinehead" (Live)
2. "Greedy Fly" (Live)
3. "Warm Machine" (Live)
4. "Everything Zen" (Live) (6:18)
5. "The Chemicals Between Us" (Live)
6. "Glycerine" (Live)
7. "Swallowed" (Live)
8. "The One I Love" (Live R.E.M. Cover)
9. "Little Things" (Live)

Registrato il 23 luglio al festival "Woodstock 1999" a "Rome", New York. Questa registrazione omette alcune canzoni dal set completo di 15 brani, ovvero "Personal Holloway", "Insect Kin", "40 Miles From The Sun", "The Disease of the Dancing Cats", una cover di "Fuckin 'Up" di Neil Young e " Comedown.".
È stata pubblicata anche una edizione DVD.

## Formazione
- Gavin Rossdale – voce, chitarra
- Nigel Pulsford – chitarra, cori
- Dave Parsons – basso
- Robin Goodridge – batteria